# X Premis Simón
La X edició dels Premis Simón va tenir lloc el 26 de juny de 2021 a Andorra. La llista de nominats i premiats es va fer pública a Saragossa el 19 de juny. Inicialment la gala s'havia de celebrar a l'ermita de San Macario, però degut a una forta pluja finalment va tenir lloc a la Casa de Cultura d'Andorra. La cerimònia va coincidir amb les celebracions del 150è aniversari de Segundo de Chomón i es va recordar Antón García Abril i Jaime Fontán, morts aquest any. Fou presentada per Ana Roche amb guió de Roberto Malo i Daniel Tejero, i retransmesa per Aragón TV. Miriam Díaz-Aroca hi participà en qualitat d'ambaixadora. La gran triomfadora, amb sis premis, fou Las niñas de Pilar Palomero.

## Premiats
Els guardonats en aquesta edició foren:
| Categoria                        | Premiat                                             | Labor premiada                       | Finalistes |
| -------------------------------- | --------------------------------------------------- | ------------------------------------ | --- |
| Simón d'honor                    | Pedro Aguaviva                                      | Trajectòria                          | |
| Millor llargmetratge             | Las niñas de Pilar Palomero                         | Pel·lícula                           | Uno para todos de David Ilundain Areso                                                                            |
| Millor documental                | Marcelino, el mejor payaso del mundo de Germán Roda | Pel·lícula                           | 1778, la muerte en el teatro La mujer que soñaba con números Nebra, el triunfo de la música Otra forma de caminar |
| Millor curtmetratge              | En racha d'Ignacio Estaregui                        | Pel·lícula                           | Loca Por un instante Sebastienne Souvenir                                                                         |
| Millor direcció                  | Pilar Palomero                                      | Las niñas                            | Germán Roda Ignacio Estaregui Mirella R. Abrisqueta                                                               |
| Millor actor                     | Saúl Blasco                                         | En Racha                             | Jaime García Machín Mariano Anós Alberto Castrillo-Ferrer Rubén Martínez                                          |
| Millor actriu                    | Andrea Fandos                                       | Las niñas                            | Ana Esteban Laura Contreras Laura Gómez-Lacueva María José Moreno                                                 |
| Millor guió                      | Pilar Palomero                                      | Las niñas                            | Daniel Calavera Germán Roda i Miguel Ángel Lamata Mirella R.Abriqueta Ignacio Estaregui et al.                    |
| Millor fotografia                | Daniel Vergara                                      | Marcelino, el mejor payaso del mundo | Adrián Barcelona (2) Fernando Medel José Manuel Herráiz                                                           |
| Millor direcció de producció     | Ana Esteban                                         | La mujer que soñaba con números      | Gloria Sendino Patricia Roda José Ángel Delgado i Clara Vallés José Manuel Herráiz                                |
| Millor muntatge                  | Germán Roda                                         | Marcelino, el mejor payaso del mundo | Fernando Medel Marisa Fleta José Manuel Herráiz Jorge Yetano i José Alberto Andrés Lacasta                        |
| Millor banda sonora              | Carlos Naya                                         | Las niñas                            | David Angulo Luis Antonio González Marín Jesús Aparicio White Coven i Isabel Catalán                              |
| Millor maquillatge i perruqueria | Esperanza López i Yolanda Real                      | La mujer que soñaba con números      | Ana Bruned Carmen Arbues Irene Tudela Kike Franco                                                                 |
| Millor vestuari                  | Arantxa Ezquerro                                    | Las niñas                            | Ana Sanagustín Silvia Puyal Ainhoa Sánchez i Raúl Navarro Leonor Villaluenga y José Alberto Andrés Lacasta        |
| Millor direcció artística        | Cristina Vilches, Paloma Canónica i Alicia Bayona   | Souvenir                             | Lorenzo Montull Raúl Navarro Víctor Abad Sadie Duarte                                                             |
| Millors efectes especials        | Juan Remacha, Paul Lacruz i Javier Toledo           | En racha                             | Ana Bruned y Diego Martín Fernando Medel Juan Remacha Roberto Torrado                                             |
| Millor so                        | José Manuel Herráiz                                 | Nebra, el triunfo de la música       | Álvaro Pérez Peirote Pablo Gacías Vicente Bordonava Cristina Vilches i Enric Martín                               |
| Contribució social               | Laura Torrijos-Bescós                               | Otra forma de caminar                | Aragón TV Pilar Palomero La mujer que soñaba con números Pilar Aparicio García                                    |